# 诺伊豪森-宁芬堡
诺伊豪森-宁芬堡（德語：Neuhausen-Nymphenburg）是德国巴伐利亚州首府慕尼黑的市辖第9区。它是在1992年的区划改革中由诺伊豪森和宁芬堡两个分区合并而成。

## 方位
诺伊豪森-宁芬堡的版图可以从内城边缘旁的练兵场直抵西部的宁芬堡城堡公园，并在北－南范围内从奥林匹克公园经由格恩别墅区延伸至火车总站－帕兴的铁路线。
与之相邻的市辖区分别是北部的莫萨赫，东北部的米贝茨霍芬-哈特畔，东部的施瓦宾西和马克斯近郊，东南部的施万塔勒高地，南部的莱姆以及西部的帕兴-上门钦。

## 历史及简介

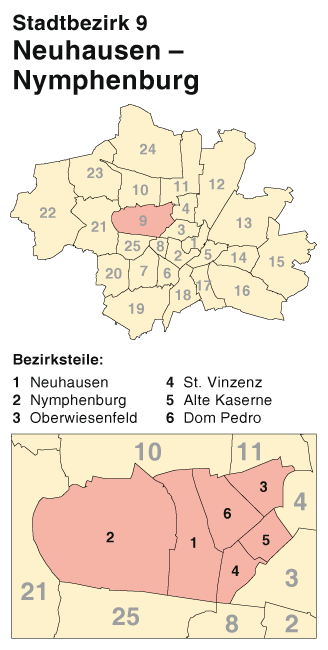
市辖区内分区

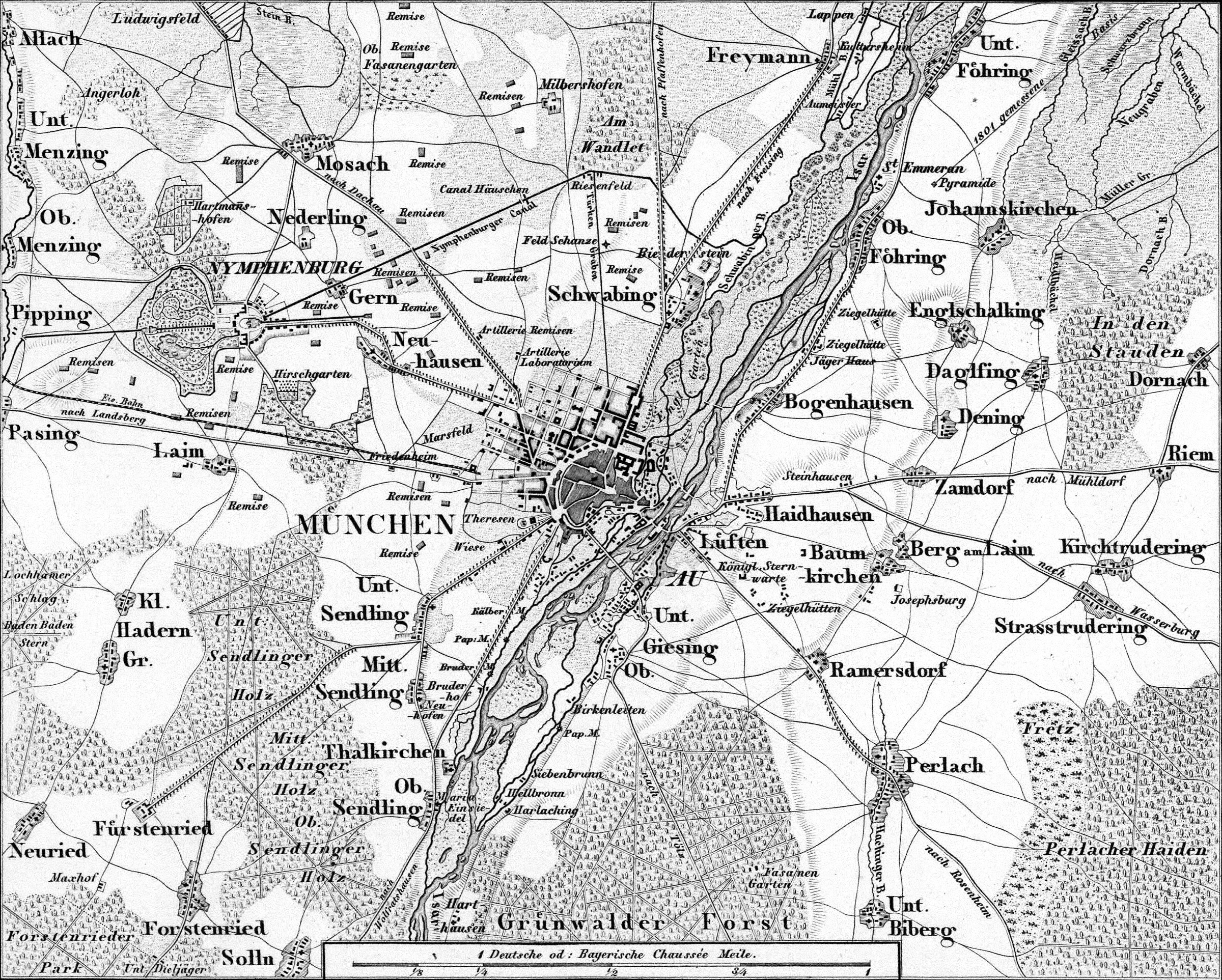
一份1858年地图中的诺伊豪森和宁芬堡

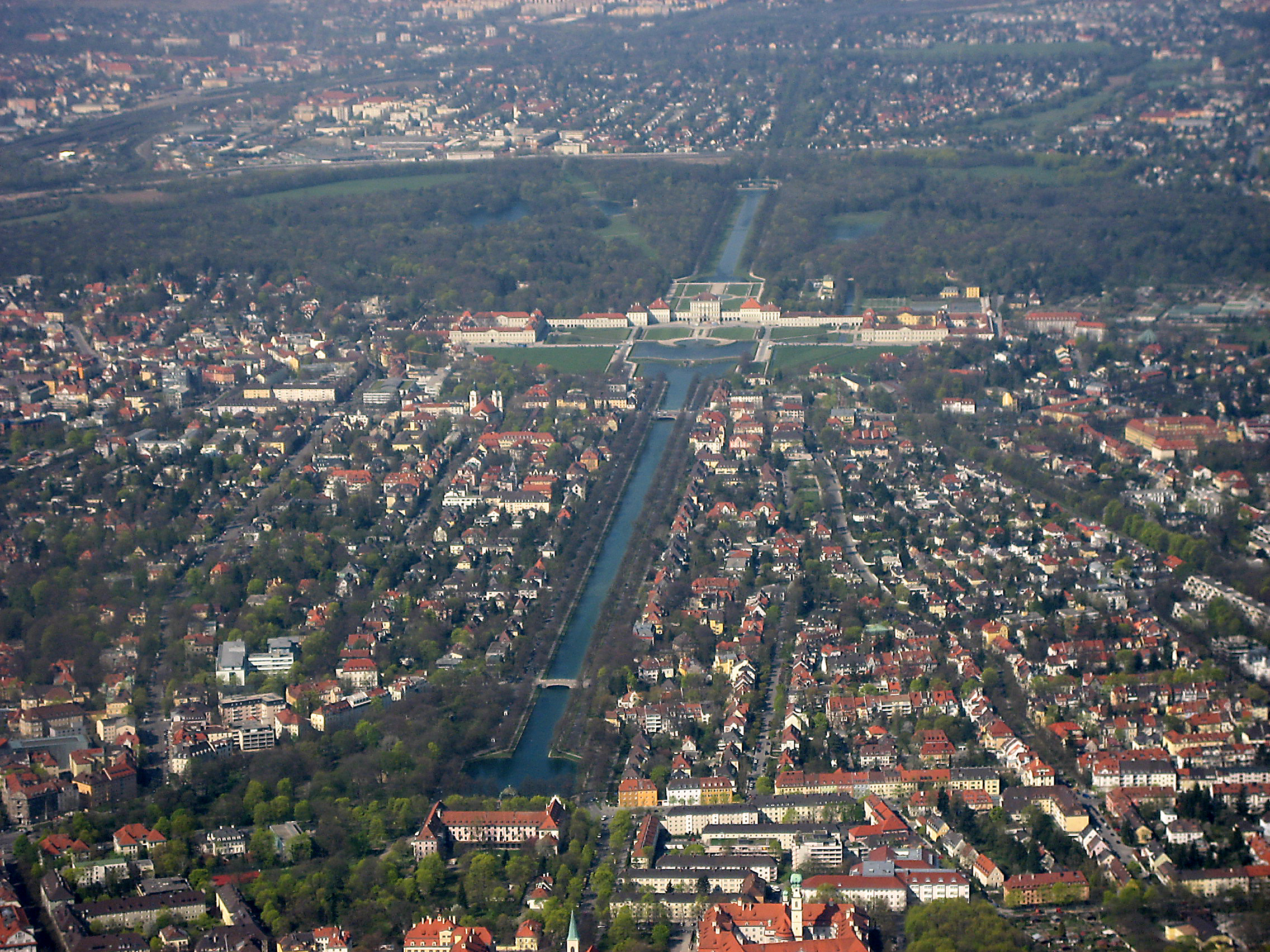
宁芬堡宫与宁芬堡运河

市辖区的特点是各种不同城市规划领域的混合。作为别墅社区，其初级阶段是位于法式城堡圆形广场旁的呈两行各五组对称分布的10座宫殿，它们是在1728年至1758年为高级宫廷随员而兴建，并且实际应该作为一个从未实现的“卡尔之城”（以城市卡尔斯鲁厄为原型）的起始点。在古代绘画中描绘了在这发展起来的热闹街景并带有环绕的城墙。宁芬堡则起源于继续往后，尤其是在19世纪末通往城堡的车行道周边的一个代表性居住社区，这里已建起了大量奠基時代的建筑典范，例如新维特尔斯巴赫和格恩别墅区。
诺伊豪森最早是在1170年以的名义被首次提及，这一名称来源于鲁道夫斯·德·尼温胡森（Rudolfus de Niwenhusen）的一处田庄。1890年1月1日，诺伊豪森被并入慕尼黑，此时它已是一个繁荣的社区，展现出住宅和写字楼在封闭的、密集的单元建筑景象。在阿努尔夫大街沿线及其横巷内的通常都是住房合作社式建筑，例如已部分被列为法定古迹的巴伐利亚邮电协会的试验性住宅区和诺伊豪森住宅区。在红十字广场以北还可以找到更多建于繁荣时期的别墅和市民住宅。
在南部铁路设施沿线占主导地位的是大面积的工商业用地，然而部分（例如阿努尔夫大街）随着铁路的私有化而逐渐式微。市分区的中点和都市化中心是红十字广场。大量保存完好的繁荣时期和战间期建筑连同广泛供应的绿地赋予了诺伊豪森较高的生活质量。虽然宁芬堡大街（Nymphenburger Straße）和布鲁滕堡大街（Blutenburgstraße）周边的老建筑社区长久以来便是上层中产阶级的故土，在校街（Schulstraße）和多纳斯贝格大街附近还是有部分建于世纪之交的奢华建筑为不同阶层的人群提供居住空间。不过，这里也受到了所谓“士紳化”的影响，为此对街道进行了重新设计和对老建筑进行了翻新。此外，众多的建筑正在转化为独立产权式公寓，同时原有的简易店铺也都被替换为建筑公司、商店以及酒吧和餐厅。为此市议会在2016年1月通过了几乎涉及全部市辖区的《保护法》，以避免本地租户的流失。
1899年1月1日，在此之前曾为独立市镇的宁芬堡被并入慕尼黑。
市分区得名于宁芬堡宫，这是一座巴伐利亚选帝侯和国王的夏宫。如今的宫殿连同宁芬堡城堡公园一起成为了慕尼黑最受欢迎的名胜之一。
继宫殿之后，选帝侯马克西米利安三世于1747年又在此附近创立了宁芬堡瓷器厂、宁芬堡宫廷马厩博物馆以及人与自然博物馆。与城堡公园毗邻的还有一个植物园，其入口正面便是巴伐利亚度量衡州署。而鹿园和毗邻市辖区边界的奥林匹克公园则是区内广泛供应的绿地和休闲空间的有效补充。同时，该市辖区也通过连接城区的8号高速公路以及中环公路的一部分而承担着较高的交通流量。自1996年5月1日的区划改革生效后，先前属于老第10区的诺伊豪森和宁芬堡部分进行了重新整合，这使得诺伊豪森-宁芬堡以约96000名居民，成为继拉默斯多夫-佩拉赫之后，慕尼黑人口数量第二高的市辖区。在诺伊豪森北部，位于格恩和莫萨赫之间的地区是内德灵，在东北部的地区则是埃贝瑙。
诺伊豪森-宁芬堡区内的就业岗位除了贸易和服务业外，公营部门也占有较大的比重。除了德国铁路的分公司外，还有联邦国防军行政中心、巴伐利亚州立刑侦局以及众多的医院，如红十字医院、德国心脏中心、仁爱医院和第三会医院等，都是区内的大型社会设施。至2021年，慕尼黑刑事司法中心也会在莱昂罗德广场落成。那里将提供1300个就业岗位。
宁芬堡的外籍人口比例较低，而诺伊豪森与全市平均水平基本持平。关于年龄分布则是诺伊豪森更为年轻。

## 图集

诺伊豪森-宁芬堡印象
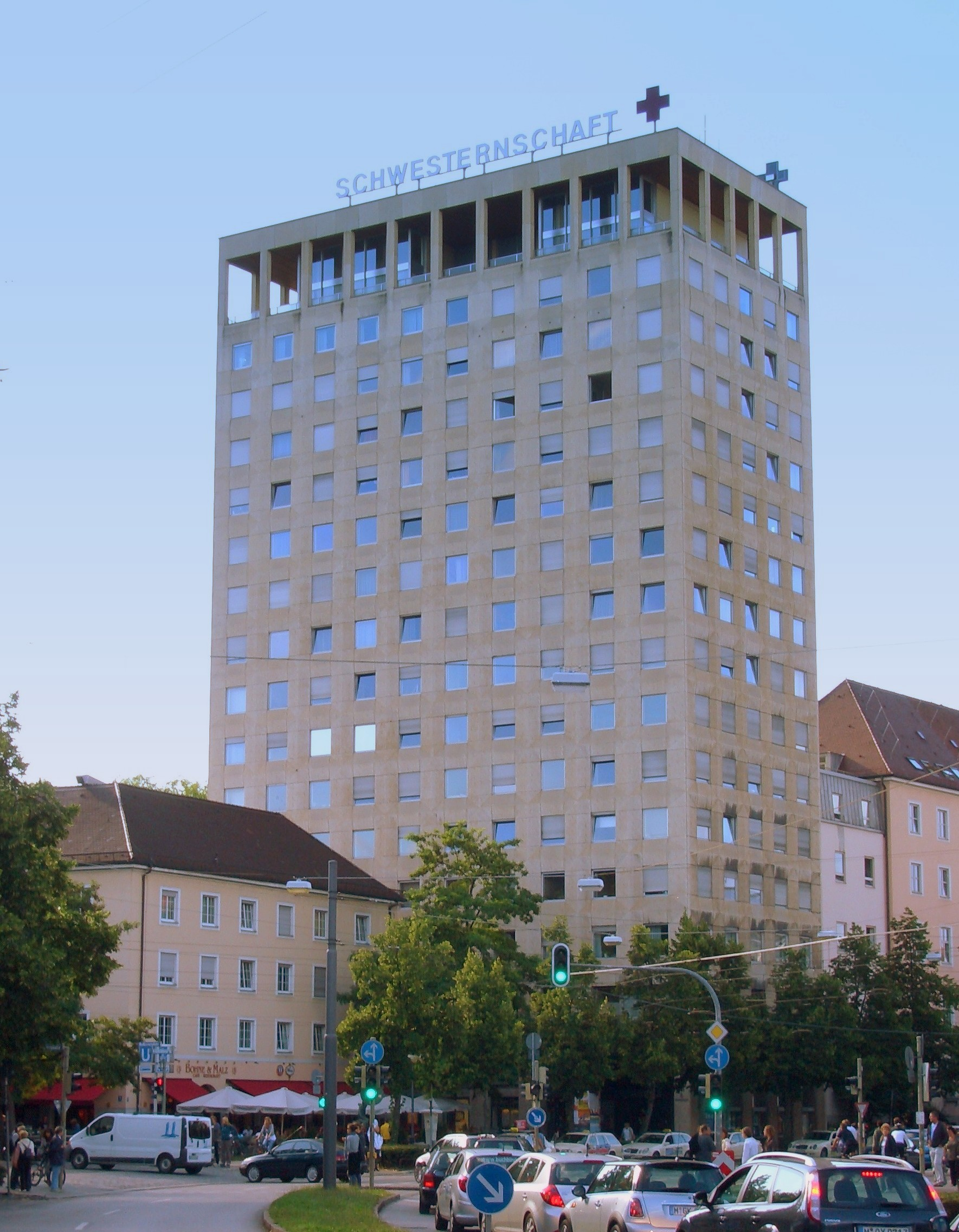
位于诺伊豪森红十字广场（德语：Rotkreuzplatz）旁的红十字医院
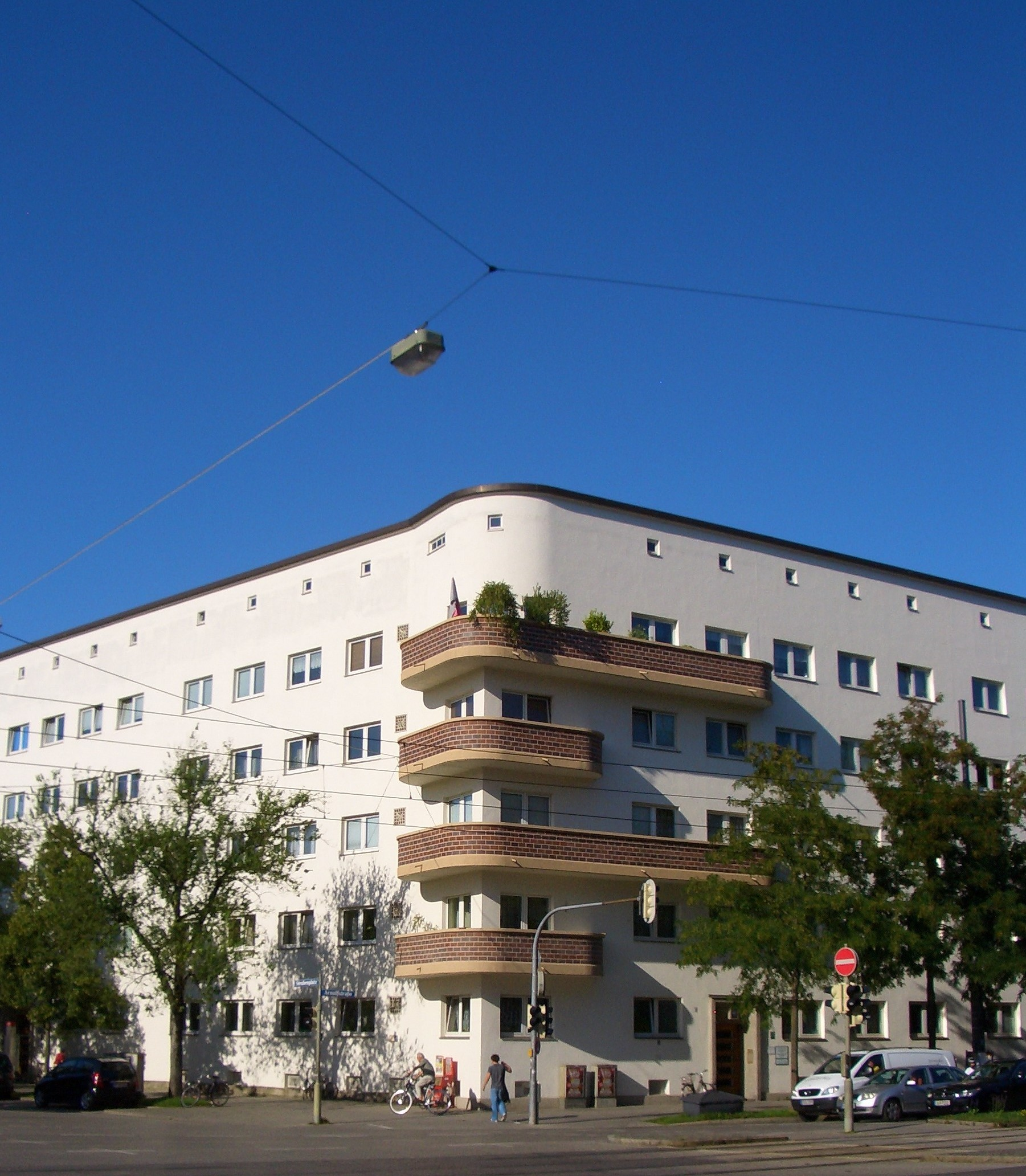
诺伊豪森住宅区（德语：Siedlung Neuhausen）
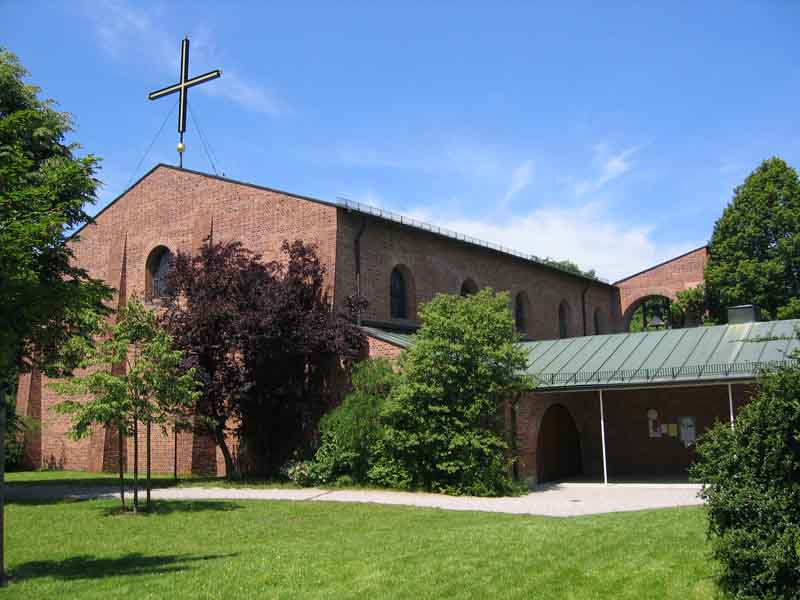
圣老楞佐堂（格恩）
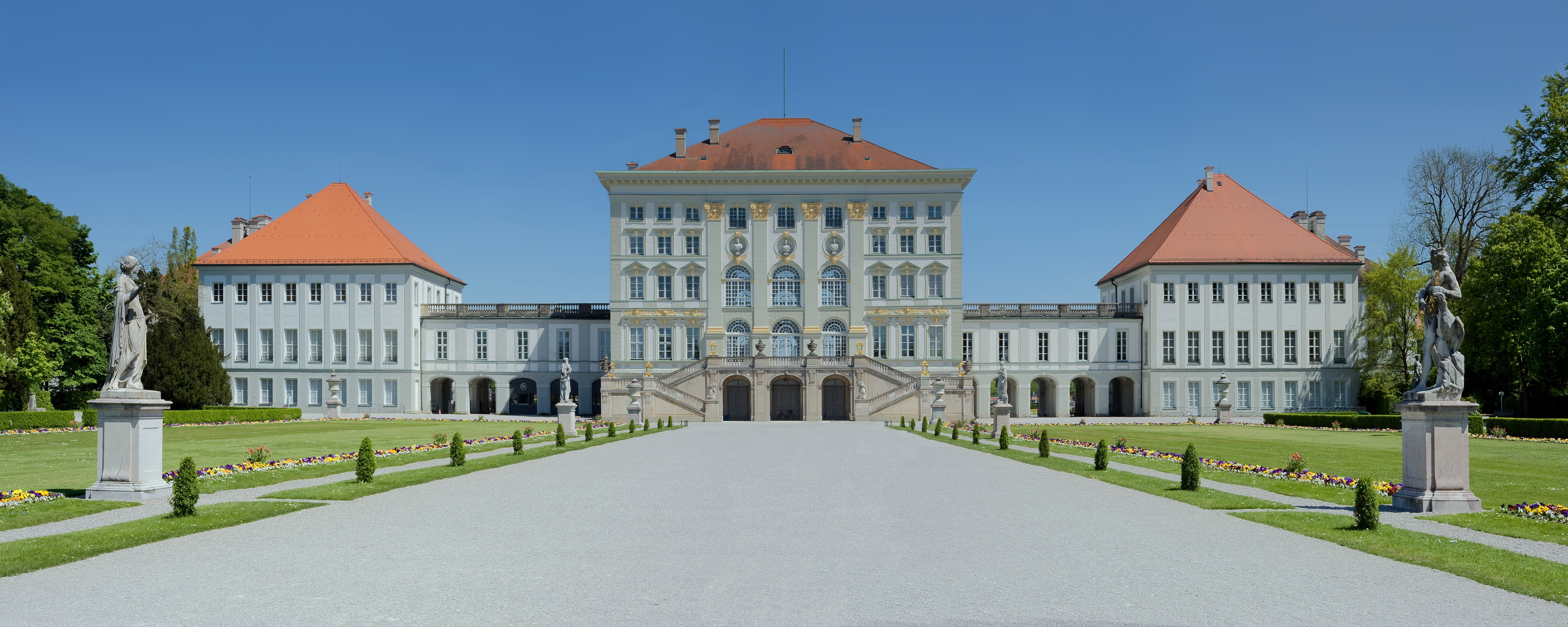
宁芬堡宫
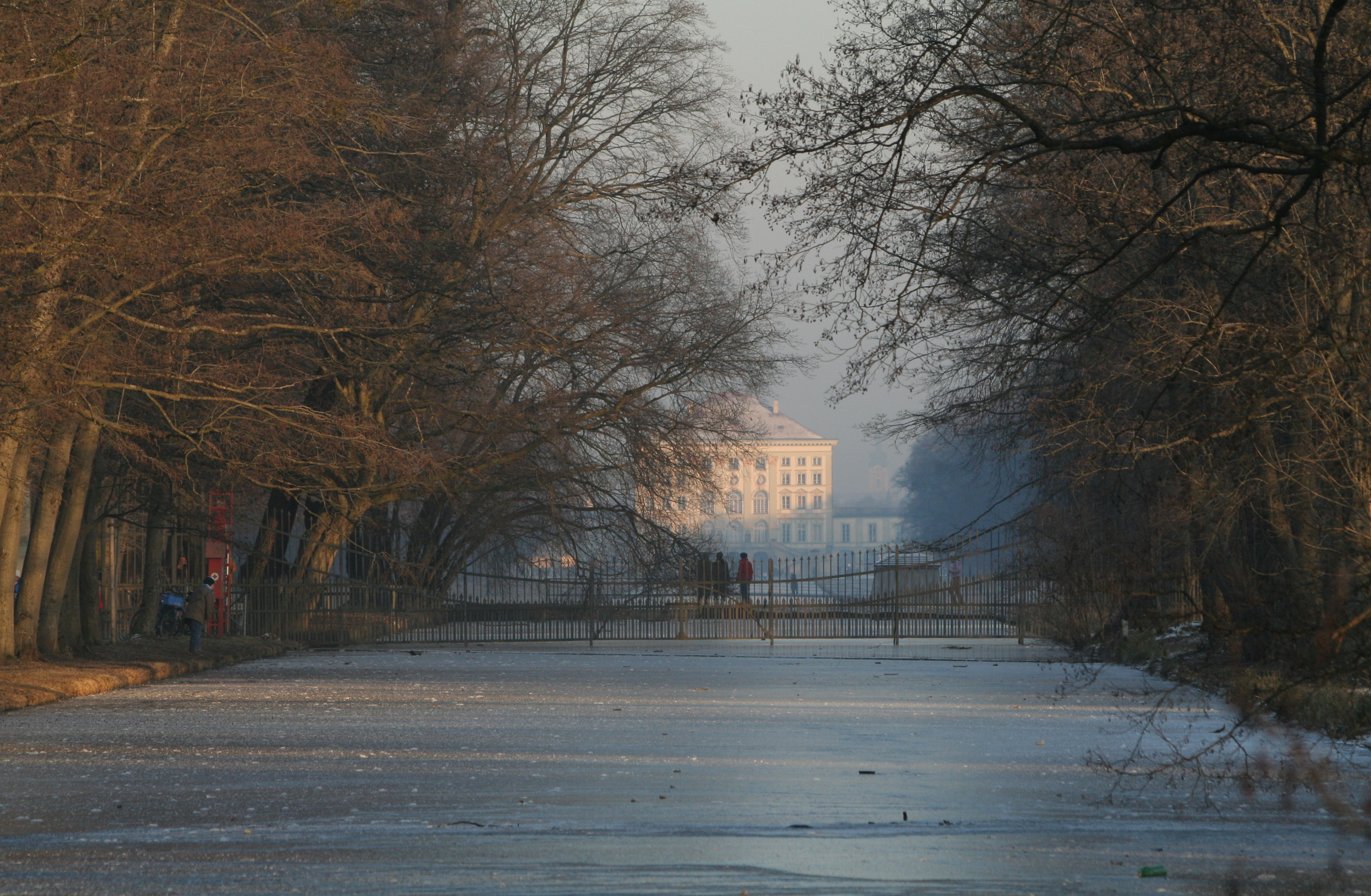
冬季的宁芬堡运河（德语：Nymphenburger Kanal）
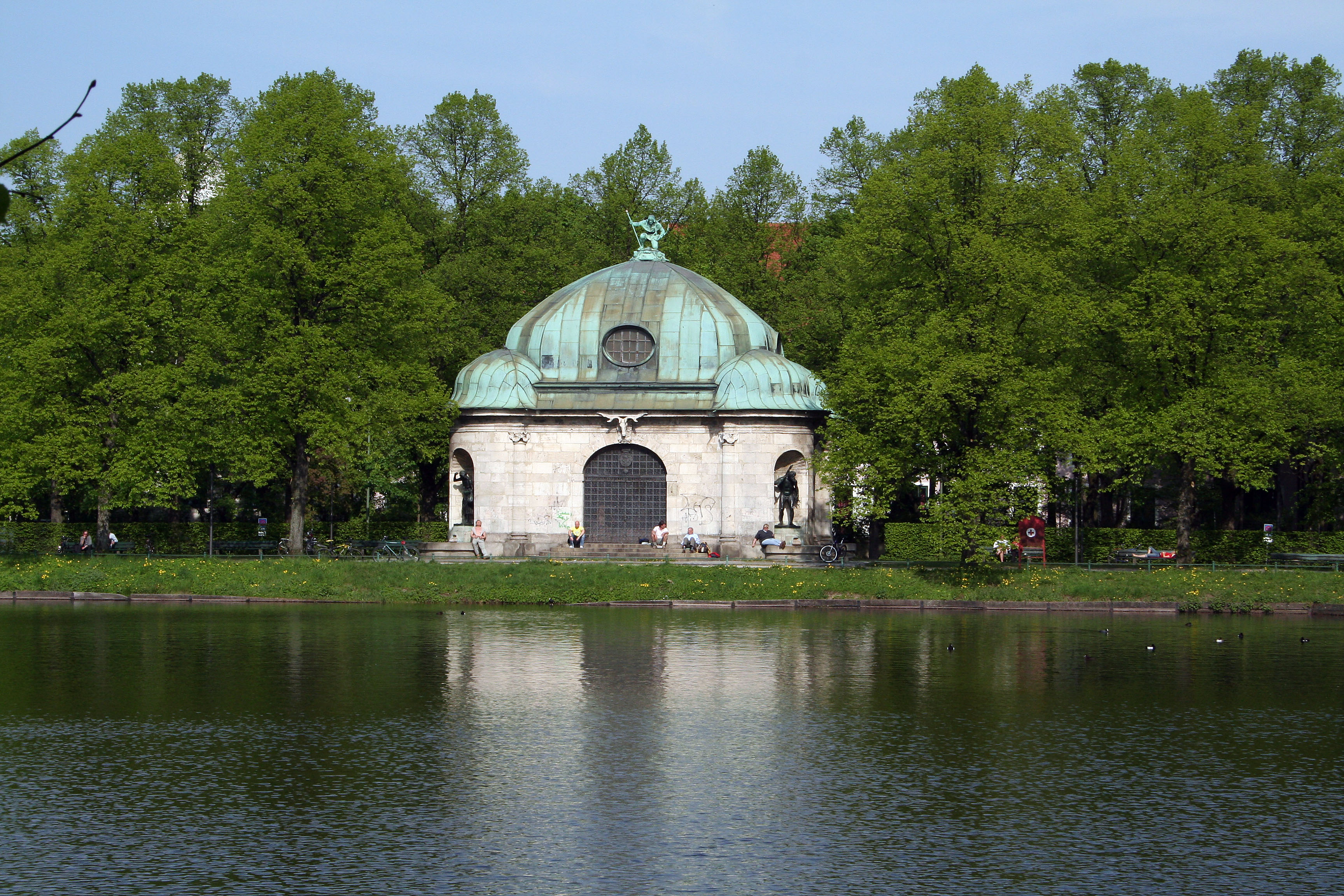
狩猎神喷泉（德语：Hubertusbrunnen (München)）
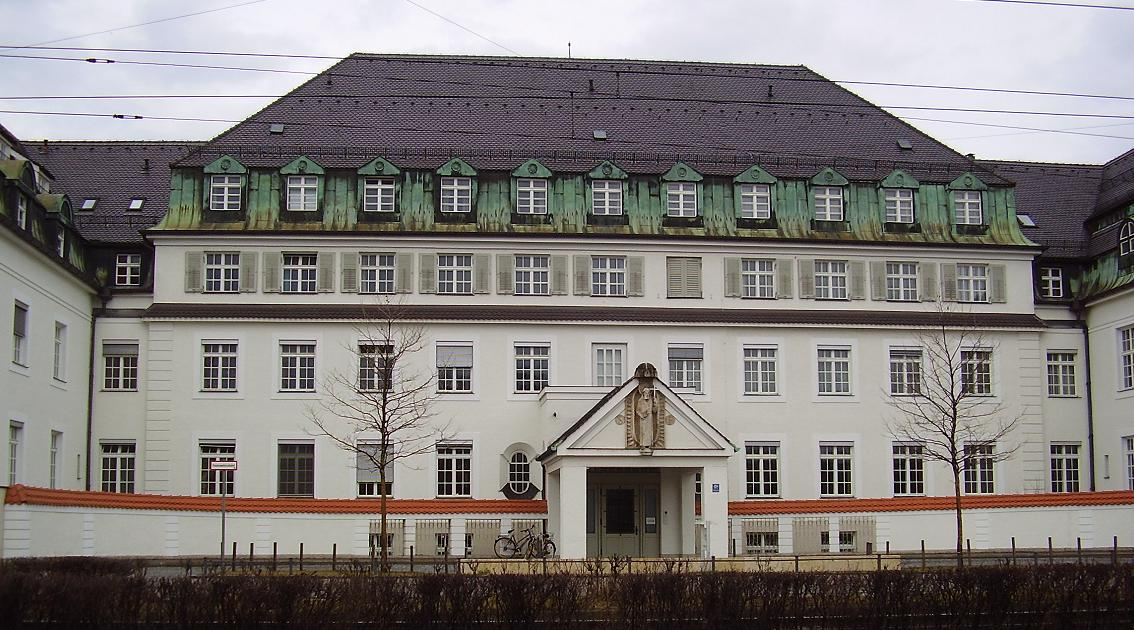
第三会医院
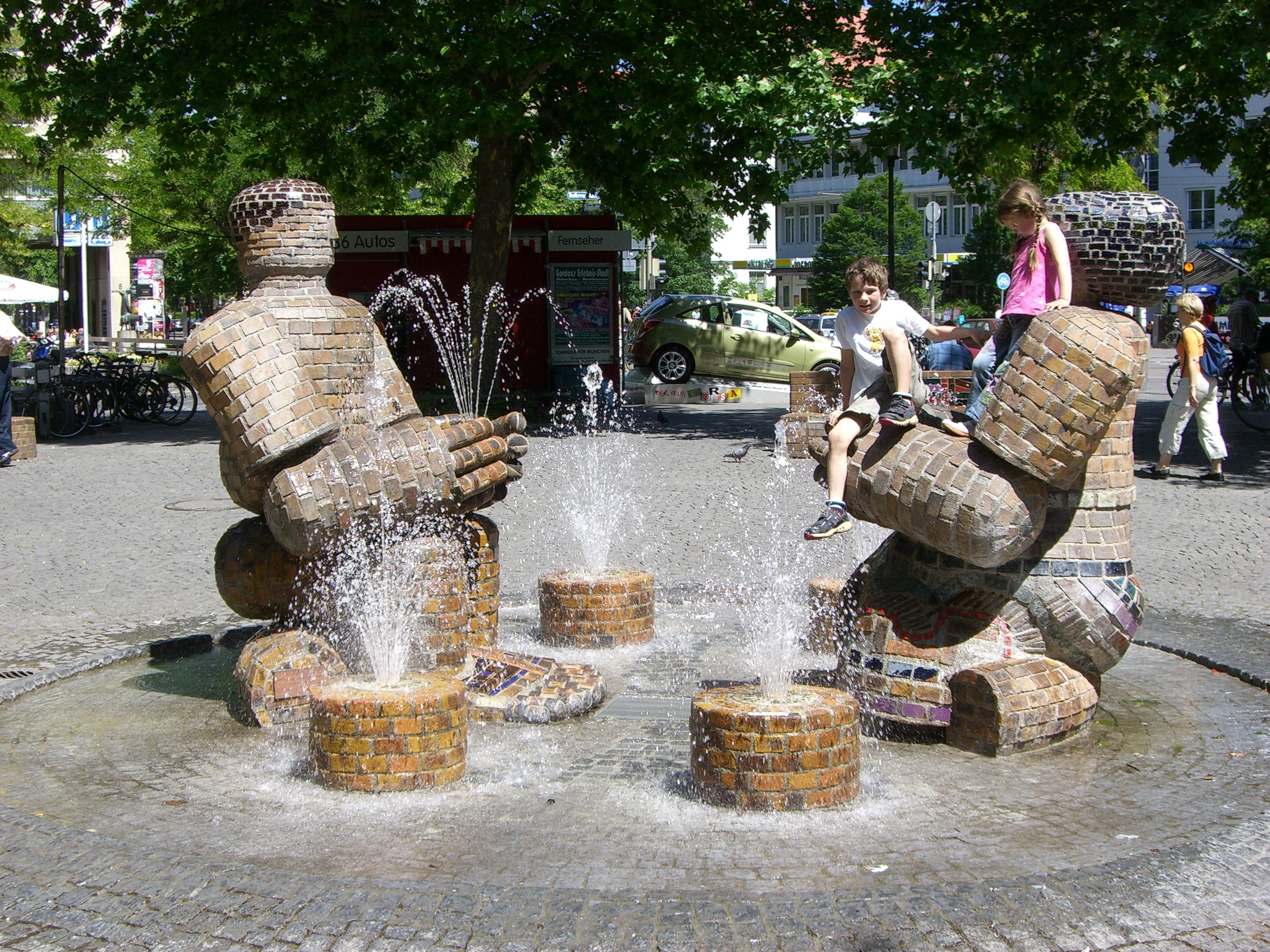
诺伊豪森红十字广场（德语：Rotkreuzplatz）旁的喷泉
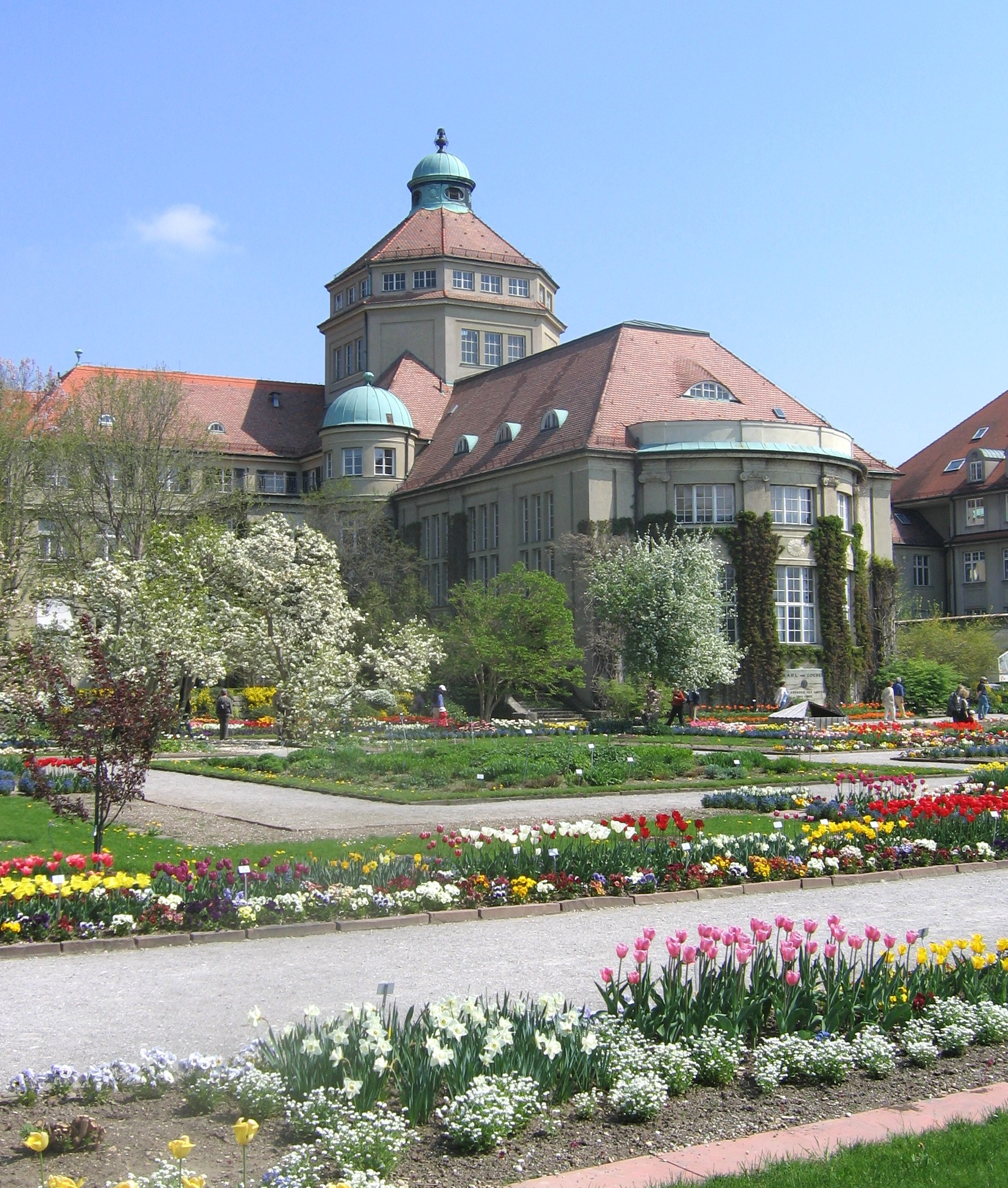
慕尼黑植物园
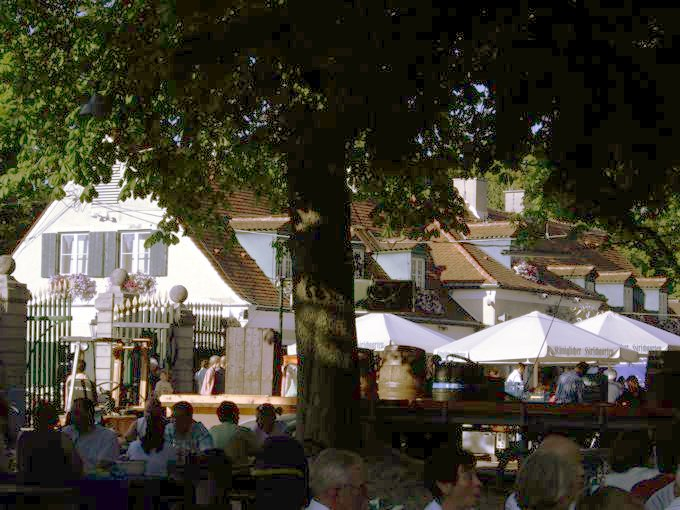
鹿园内的啤酒花园
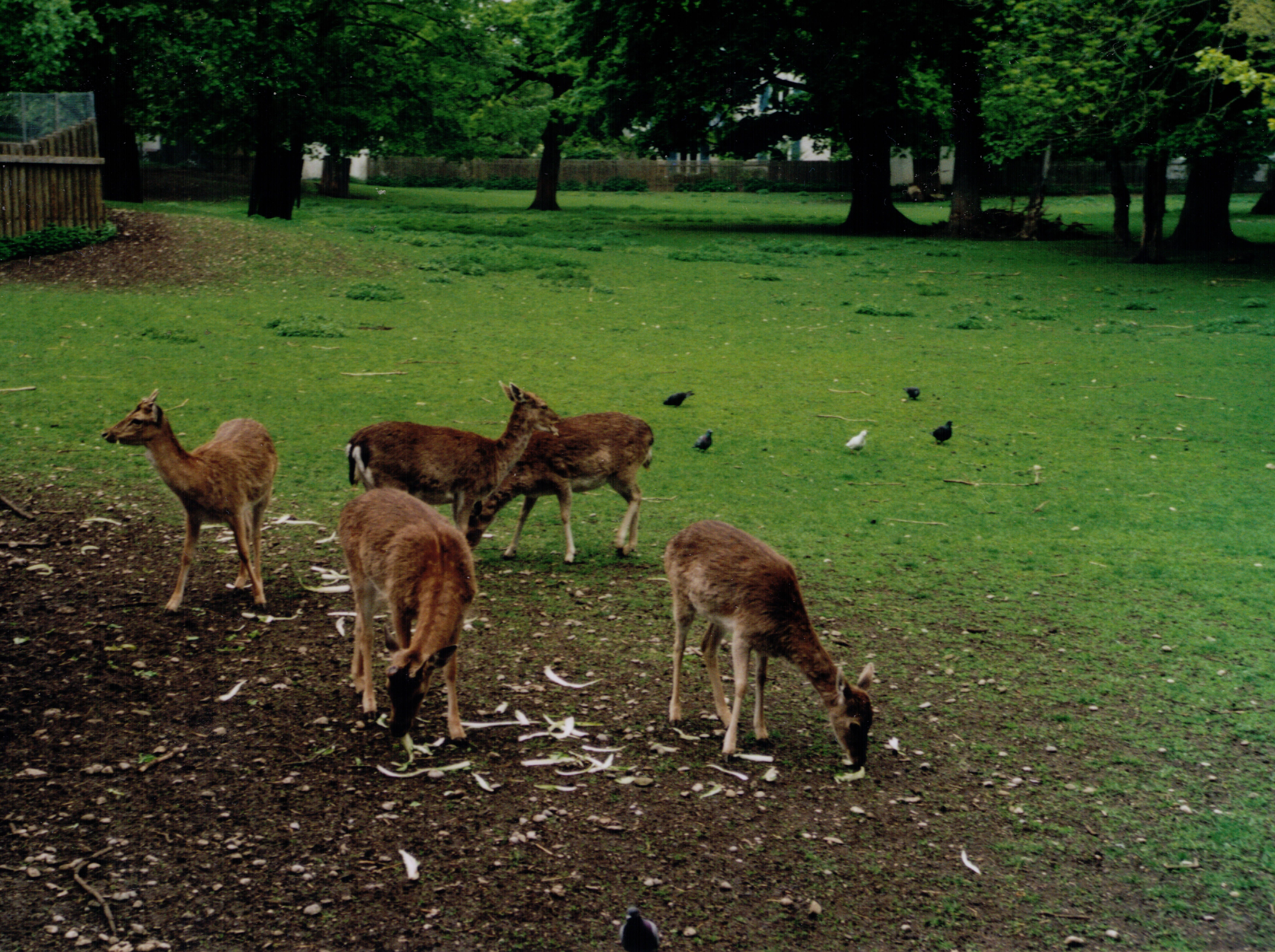
鹿园内的狩猎保护区
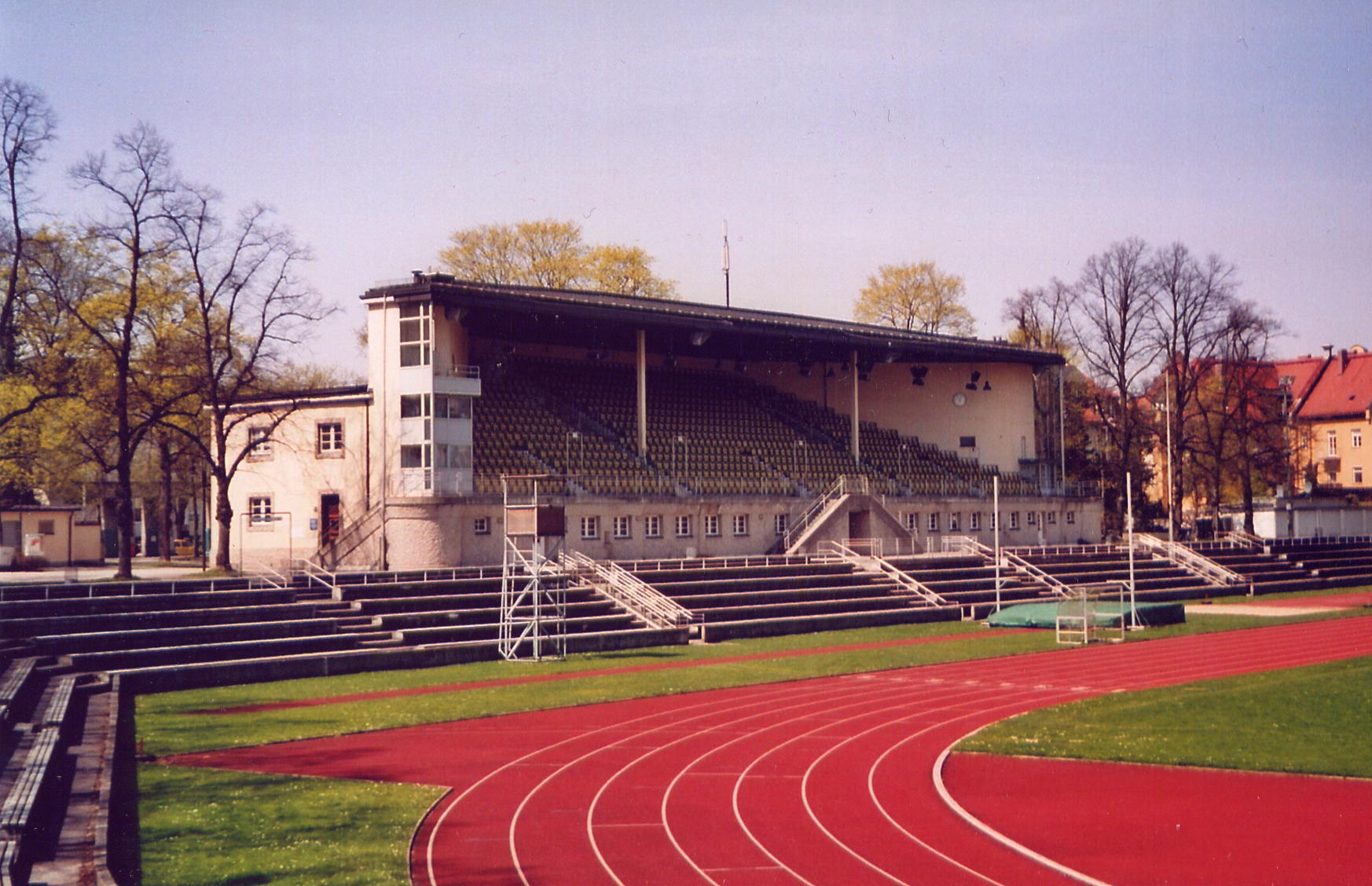
但丁体育场（德语：Dantestadion）
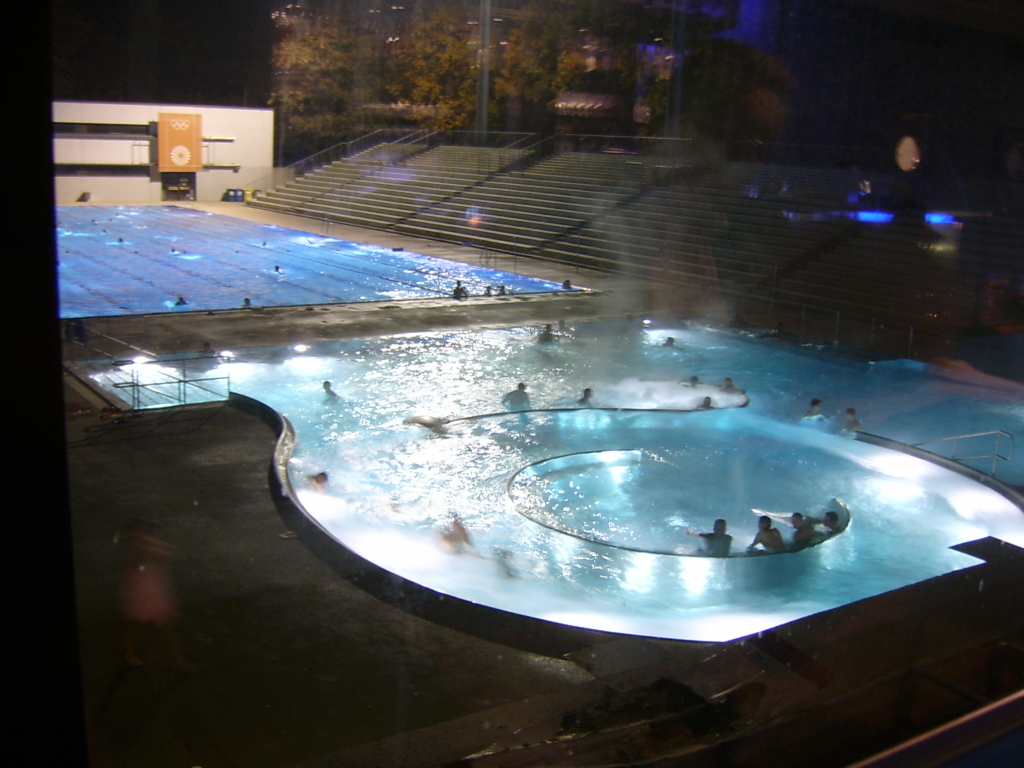
但丁泳场（德语：Dantebad）

## 人口统计
(截至每年12月31日)
| 年份 | 人口   | 外国人（比例）  | 面积 （km²） | 人口密度 （每km²） | 来源及其它数据                                 |
| ---- | ------ | --------------- | ------------ | ------------------ | ---------------------------------------------- |
| 2000 | 81,968 | 17,923 (21.9 %) | 12.9186      | 6,345              | 慕尼黑统计年鉴2001 (PDF)                       |
| 2001 | 82,235 | 17,972 (21.9 %) | 12.9186      | 6,366              | 慕尼黑统计年鉴2002 (PDF)                       |
| 2002 | 81,947 | 17,795 (21.7 %) | 12.9186      | 6,343              | 慕尼黑统计年鉴2003 (PDF)                       |
| 2003 | 81,661 | 17,703 (21.7 %) | 12.9184      | 6,321              | 慕尼黑统计年鉴2004（页面存档备份，存于） (PDF) |
| 2004 | 81,921 | 18,041 (22.0 %) | 12.9161      | 6,343              | 慕尼黑统计年鉴2005（页面存档备份，存于） (PDF) |
| 2005 | 82,156 | 17,890 (21.8 %) | 12.9145      | 6,362              | 慕尼黑统计年鉴2006（页面存档备份，存于） (PDF) |
| 2006 | 84,604 | 18,016 (21.3 %) | 12.8908      | 6,563              | 慕尼黑统计年鉴2007（页面存档备份，存于） (PDF) |
| 2007 | 85,964 | 18,118 (21.1 %) | 12.8795      | 6,674              | 慕尼黑统计年鉴2008（页面存档备份，存于） (PDF) |
| 2008 | 87,043 | 18,836 (21.2 %) | 12.9331      | 6,730              | 慕尼黑统计年鉴2009 (PDF)                       |
| 2009 | 87,846 | 18,147 (20.7 %) | 12.9341      | 6,792              | 慕尼黑统计年鉴2010（页面存档备份，存于） (PDF) |
| 2010 | 89,286 | 18,464 (20.7 %) | 12.9300      | 6,905              | 慕尼黑统计年鉴2011（页面存档备份，存于） (PDF) |
| 2011 | 92,139 | 19,848 (21.5 %) | 12.9145      | 7,135              | 慕尼黑统计年鉴2012（页面存档备份，存于） (PDF) |
| 2012 | 94,257 | 21,126 (22.4 %) | 12.9145      | 7,299              | 慕尼黑统计年鉴2013（页面存档备份，存于） (PDF) |
| 2013 | 95,906 | 22,083 (23.0 %) | 12.9145      | 7,426              | 慕尼黑统计年鉴2014（页面存档备份，存于） (PDF) |
| 2014 | 97,521 | 23,309 (23.9 %) | 12.9145      | 7,551              | 慕尼黑统计年鉴2015（页面存档备份，存于） (PDF) |

## 政治
诺伊豪森-宁芬堡上一次的区议会选举是在2014年3月16日。其议席分配如下：社民党14席、基社盟12席、绿党10席、自民党2席、大卫党/生民党2席以及自选协1席。在森德灵-西公园共72488名符合投票资格的居民中，有32606人行使了自己的表决权，选民投票率约为45.0%。